# 中原武之輔
中原 武之輔（なかはら たけのすけ、1898年（明治31年）1月30日 - 没年不明 ）は、日本の実業家。元東京軽合金製作所取締役。兄は茨城大学教授を務めた中原重樹。岡山県倉敷市出身。

## 経歴

### 生い立ち
1898年（明治31年）、岡山県浅口郡玉島町（現：倉敷市玉島）の士族の家系である中原克一郎の三男として生れる。旧制岡山県立高梁中学（現：岡山県立高梁高等学校）へ進学。1917年（大正6年）に同校を卒業し、山形県にある米沢高等工業学校（現：山形大学工学部）へ進学する。1920年（大正9年）同校機械科を卒業し、当時大企業であった東京瓦斯電気工業（現：いすゞ自動車・日野自動車・DMG森精機）へ就職する。

### 就職後
入社後、中原は東京大森工場へ配属される。6年間、同工場で勤務した後、1926年（大正15年）東京軽合金製作所へ転職する。1937年（昭和12年）中原が39歳のときに同社の取締役となる。そして戦後は、東京軽合金製作所の船引工場（所在地：福島県田村郡船引町）の工場長を務めた。また、1950年（昭和25年）には農機工業株式会社を解散させている。その後も、複数の会社を起業するなど精力的に活動していた。1960年代まで会社役員等を務めていた。